# Хуарес, Рауль
Рауль Хуарес-Гил (исп. Raúl Juárez Gil, родился 15 мая 1974 в Мехико, Мексика) — мексиканский боксёр-профессионал, выступающий в лёгкой (Featherweight) весовой категории. За титул чемпиона мира по версии Всемирного боксерского совета (ВБС, WBC) боксировал против россиянина Юрия Арбачакова.
Наилучшая позиция в мировом рейтинге по боксу: 399-й.